# Cucina armena

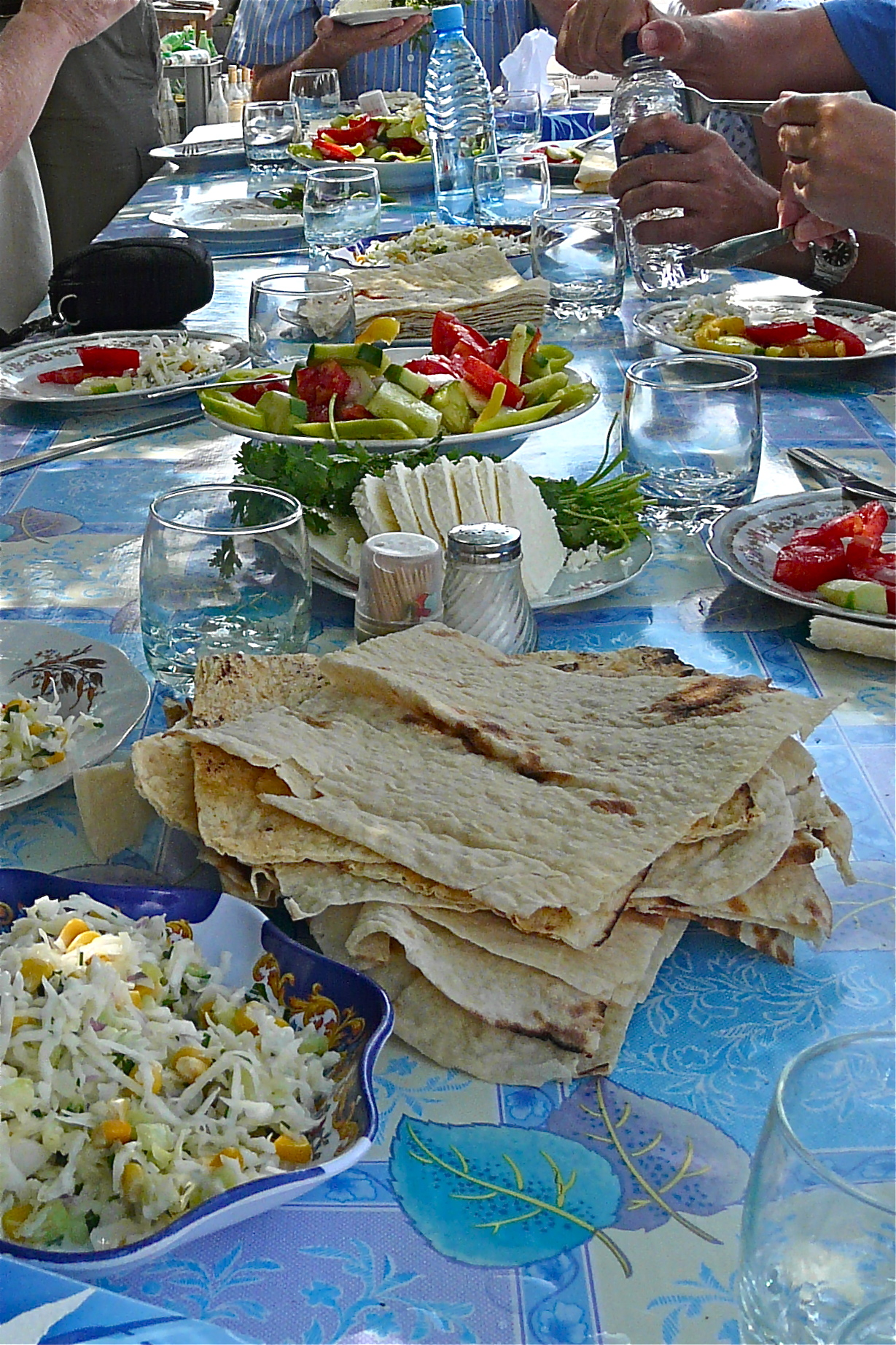
Tavola imbandita con alcuni piatti tipici armeni

La cucina armena è la cucina tradizionale dell'Armenia e parte integrante della diaspora armena. È la più antica tra tutte le cucine della zona mediterranea e del medio-oriente, e pone le sue basi nei prodotti più semplici della terra e dell'attività pastorizia.

## Componenti

### Pane
Il pane nella cultura armena è considerato da sempre il simbolo del nutrimento e riveste un rolo tanto pratico quanto simbolico.
Il pane viene cotto tradizionalmente nel tonir (թոնիր), un focolare a pavimento rivestito di terracotta.
La varietà più popolare è il lavash (լավաշ), un pane non lievitato e molto sottile che è incluso nella lista dei patrimoni culturali immateriali dell'umanità dall'UNESCO con la dicitura: "Lavash, la preparazione, il significato e l'aspetto del pane tradizionale come espressione della cultura in Armenia".
Il lavash ha anche un importante ruolo nella liturgia armena che lo usa per l'eucaristia.
Tradizionalmente, in Armenia, gli sposi ricevono dalla mamma della sposa lavash e miele, come augurio di prosperità.
Un altro tipo di pane è il matnakash (մատնաքաշ), un pane lievitato di forma ovale e dal colore dorato.
Lo aruatz (աղուհաց), cioè sale (աղ, ar) e pane (հաց, atz), è una tradizione che consiste nello spezzare il pane e offrirlo con il sale come segno di accoglienza verso un ospite.

### Carne
La carne ha un ruolo fondamentale nella cucina armena. Si tratta di carne di maiale, montone o manzo, spesso nella forma degli spiedini khorovats, o all'interno di piatti più elaborati come il dolma (involtini di carne macinata avvolta in foglie di vite) e i khink'ali (fagottini di pasta ripieni di carne macinata).

### Frutta

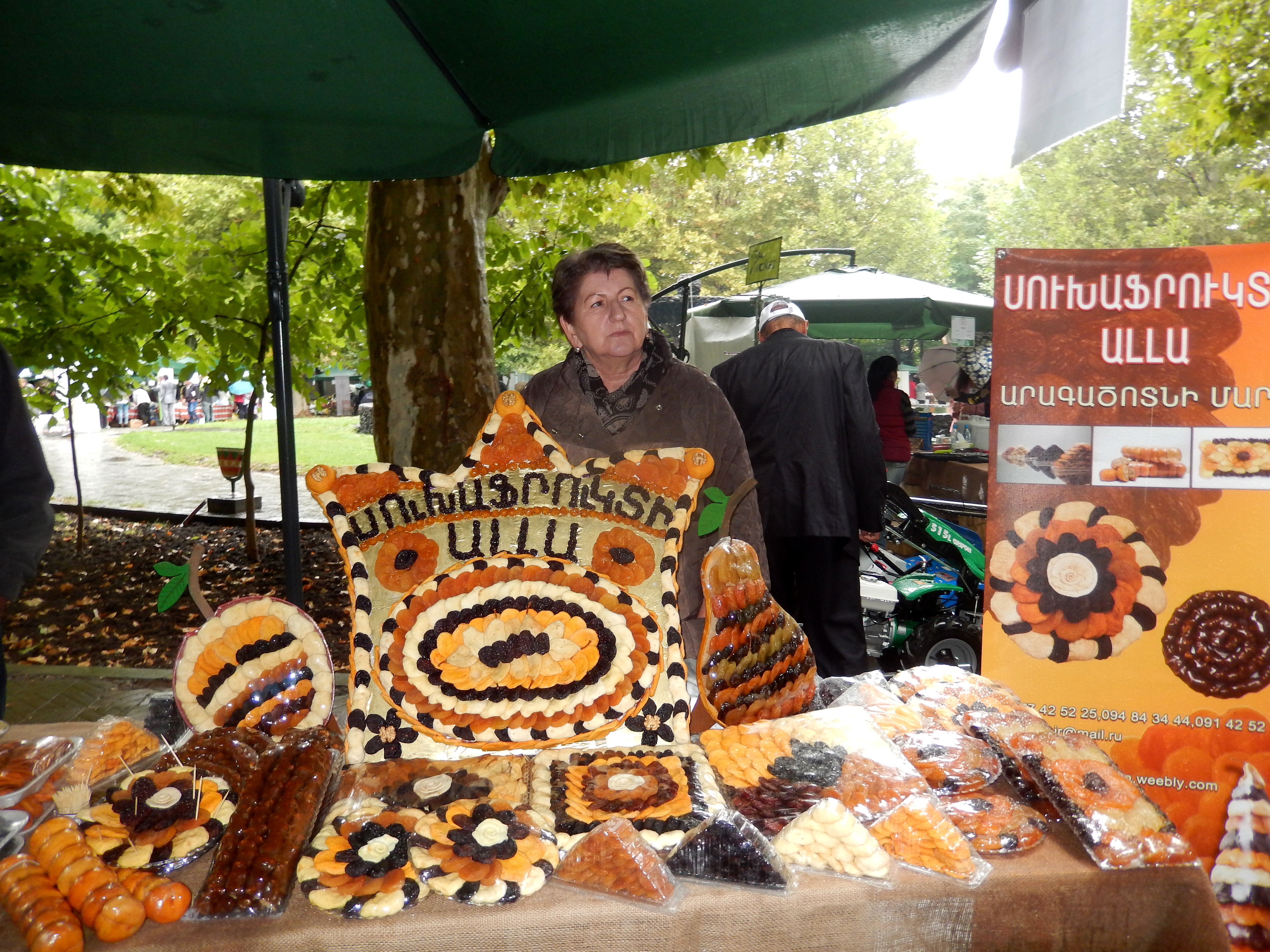
Bancarella di frutta essiccata.

In Armenia si coltiva una vasta varietà di frutta, importata anche nei Paesi limitrofi per la propria qualità e il sapore intenso.
In particolare, le albicocche (ծիրան, dziran) e il melograno (նուռ, nur) sono considerati i frutti nazionali.
L'uva è una coltivazione molto popolare, tanto come uva da tavola che per vinificare.
Sugli altopiani armeni crescono anche diverse varietà di ciliegie, da quelle aspre (բալ, bal) a quelle dolci (tra cui կեռաս, keras; գիլաս, ghilas; քիրազ, qiraz).
Altri frutti consumati in abbondanza sono l'anguria, i fichi, i gelsi, le drupe dell'olivello spinoso, le mele cotogne, i cachi, le nespole, le olive selvatiche (փշատ, ph'shat), le pesche e le prugne.
Oltre alla frutta fresca, sono molto diffuse le marmellate, i kompot e la frutta essiccata.

### Zuppe
Fra le zuppe tradizionali dell'Armenia vi è il khash, una zuppa invernale a base di stinchi di bovino.

### Alcolici
L'alcol in Armenia riveste un ruolo significativo nella cultura e nell'economia del paese. Il brandy, in particolare, ha una grande importanza e il brand più famoso è il "Ararat", prodotto dalla Yerevan Brandy Company. Il nome deriva dall'iconico Monte Ararat. Il brandy Ararat è considerato un simbolo di orgoglio nazionale e di eredità culturale armena, ed è apprezzato a livello internazionale.